# Gare de Gabian
La gare de Gabian est une gare ferroviaire française (fermée) de la ligne de Faugères à Paulhan, située sur le territoire de la commune de Gabian, dans le département de l'Hérault en région Occitanie.
Elle est mise en service en 1876 par la Compagnie des chemins de fer du Midi et du Canal latéral à la Garonne, avant de devenir en 1938 une gare de la Société nationale des chemins de fer français (SNCF). 
La gare, comme la ligne, est fermée en 1970, pour le trafic voyageurs, et en 1972 pour celui les marchandises. Le bâtiment voyageurs est devenu une habitation privée.

## Situation ferroviaire
Établie à 122 mètres d'altitude, la gare de Gabian est située au point kilométrique (PK) 474,537 de la ligne de Faugères à Paulhan, entre les gares de Faugères et de Roujan - Neffiès.
La gare est également située entre le pont sur la Thongue, constitué d'un tablier en fer dont la partie centrale est posée sur deux piliers en pierres, au PK 474, et le pont sur la Lène, au PK 474,8, suivi du tunnel de Gabian, long de  440 mètres.
Voir le schéma de la ligne de Faugères à Paulhan.

## Histoire
La gare de Gabian est mise en service le 15 décembre 1876 par la Compagnie des chemins de fer du Midi et du Canal latéral à la Garonne, lorsqu'elle ouvre à l'exploitation la section de Roujan - Neffiès à Gabian en prolongement de la section ouverte de Paulhan à Roujan - Neffiès de sa ligne de ligne de Faugères à Paulhan. Elle devient une gare de passage lors de l'ouverture de la section suivante jusqu'à Faugères le 10 avril 1877.
En 1924, l'existence d'un gisement de pétrole sur la commune est confirmé par des sondages. L'État devenu propriétaire des terrains confie l'exploitation à la société Pechelbronn. Ce développement industriel nécessite l'agrandissement de la gare avec des installations adaptées pour le traitement, le stockage et le transport du pétrole. L'exploitation industrielle du gisement cesse en 1935 du fait de l'épuisement du gisement, néanmoins l'exploitation se poursuit jusqu'en 1950.
Au début des années 1970, la fermeture du trafic voyageurs le 14 novembre 1970 et celui des marchandises le 3 avril 1972, entraînent la fermeture de la gare.

## Service des voyageurs
Gare fermée et désaffectée sur une ligne fermée.

## Patrimoine ferroviaire
L'ancien bâtiment voyageurs de la Compagnie du Midi, devenu une habitation privée, est toujours présent en 2009. Il comporte trois ouvertures et un étage sous une toiture à deux pans, côté quai il a conservé des éléments de sa période ferroviaire : une marquise, une horloge et une cloche.